# Louis Gérard

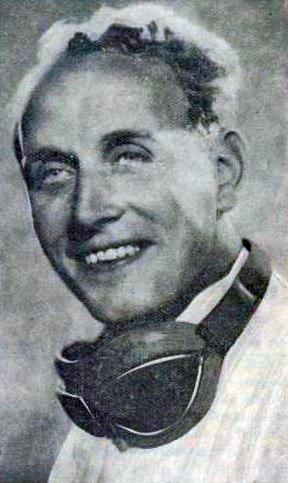
Louis Gérard 1939

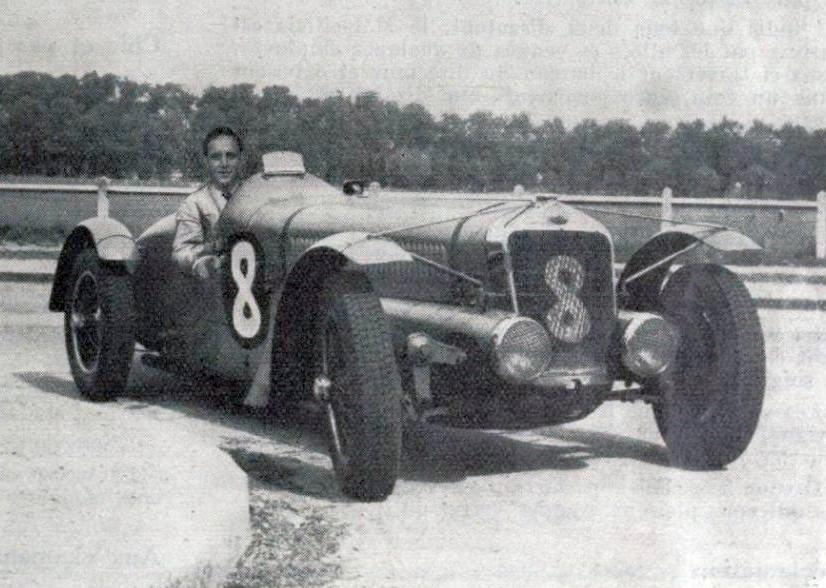
Louis Gérard nach seinem Sieg bei der RAC Tourist Trophy 1938

 Louis Gustave Adolphe Gérard (* 16. April 1899 in Arras; † 10. Mai 2000 in Saint-Cyr-sur-Mer) war ein französischer Unternehmer und Autorennfahrer. 

## Unternehmer
Louis Gérard hatte sechs Geschwister und wuchs in Paris auf, wohin seine Eltern Anfang der 1900er-Jahre mit der Familie zogen. In den 1920er-Jahren begann er mit dem Import von Spielautomaten aus den Vereinigten Staaten und baute sein Unternehmen im folgenden Jahrzehnt zum erfolgreichsten Spielautomatenvertrieb von Paris aus. Er war eine in der Öffentlichkeit bekannte Person, die immer wieder für Aufsehen sorgte. 1937 erwarb er einen Delage Type D.6.70, dessen hohen Kaufpreis er mit Säcken voller 20-Centime-Münzen entrichtete.

## Karriere als Rennfahrer
Louis Gérard fuhr schnelle und teure Automobile, hatte aber zunächst kein Interesse am Motorsport. Das änderte sich mit dem Erwerb des Delage. Dieser stand im Ausstellungsraum des in Paris lebenden britischen Delage-Händlers Walter Watney. Louis Gérards elfjähriger Sohn führte den Vater so lange zu Watney, bis er den Wagen endlich kaufte. Der Delage hatte eine Figoni-&-Falaschi-Karosserie und Renneinsätze hinter sich.. Neben den Starts bei Rallyes sollten Henri Frétet und Robert Laly das Fahrzeug beim 24-Stunden-Rennen von Le Mans 1936 fahren. Die Absage des Rennens verhinderte die Teilnahme. 
Gérards Cousin Jacques de Valence war die treibende Kraft hinter der Teilnahme mit dem Delage am 24-Stunden-Rennen von Le Mans 1937. Gérard hatte nicht die geringste Rennerfahrung und erreichte zur Überraschung der Fachwelt mit de Valence den vierten Gesamtrang und den Sieg in der Klasse für Rennwagen von 2 bis 3 Liter Hubraum. Zwei Jahre später verpasste er in Le Mans den Gesamtsieg nur knapp. Mit Teampartner Georges Monneret lag er im Delage Type D 6-3 Litres der Ecurie Walter Watney am sonntagvormittag in Führung, ehe Probleme mit dem Motor das Team zu einem unplanmäßigen Boxenstopp zwangen, wodurch drei Runden verloren gingen. Am Ende blieb der zweite Rang hinter Jean-Pierre Wimille und Pierre Veyron im Bugatti 57C Tank. 1938 gewann er auf seinem Delage die RAC Tourist Trophy im Donington Park, sein größter Erfolg im internationalen Motorsport. Seine beste Platzierung bei einem Grand-Prix-Rennen war der sechste Platz beim Großen Preis von Belgien 1939.
Eines seiner ersten Rennen nach dem Ende des Zweiten Weltkriegs war der Grand Prix de Nantes 1946, bekannt als 1er Prix des 24 Heures du Mans, auf dem Hippodrome du Petit Port im Norden von Nantes. Louis Gérard fuhr einen Maserati 8CM, den er seinem Rennfahrerkollegen Philippe Étancelin abgekauft hatte. Der Wagen hatte einen fragwürdigen technischen Zustand und ließ sich kaum geradeaus steuern. Die Folge war eine Kollision mit dem Maserati von Robert Mazaud, als dieser in der vierten Runde versuchte ihn zu überholen. Mazaud verunfallte und zog sich schwere Kopf- und Nackenverletzungen zu, an denen er wenige Stunden später in einem Krankenhaus starb. Rennleiter Charles Faroux holte Gérard wenige Runden nach dem Unfall mit der Schwarzen Flagge an die Boxen. Der für seinen rüden Fahrstil bekannte Gérard sah sich heftiger Kritik ausgesetzt. Am 9. August 1946 wurde seine Rennlizenz eingezogen, wodurch seine internationale Karriere unrühmlich zu Ende ging.
Zwei Jahre nach dem Zwischenfall bekam er die Lizenz zurück, ging 1949 noch einmal in Le Mans an den Start und erreichte den vierten Gesamtrang. Im Team von Walter Watney war er Rennleiter und Fahrer in Personalunion. 1951 trat er endgültig zurück. Er starb im Mai 2000 im hohen Alter von 101 Jahren.

## Statistik

### Le-Mans-Ergebnisse
| Jahr | Team                 | Fahrzeug                 | Teamkollege        | Platzierung | Ausfallgrund |
| ---- | -------------------- | ------------------------ | ------------------ | ----------- | ------------ |
| 1937 | Société R.V.         | Delage D.6-70            | Jacques de Valence | Rang 4      |              |
| 1938 | Société R.V.         | Delage D.6-70            | Jacques de Valence | Ausfall     | Motorschaden |
| 1939 | Ecurie Walter Watney | Delage Type D 6-3 Litres | Georges Monneret   | Rang 2      |              |
| 1949 | W.S. Watney          | Delage Type D 6-3 Litres | Francisco Godia    | Rang 4      |              |